# Galiximab
Galiximab là một kháng thể đơn dòng được thiết kế để điều trị ung thư hạch tế bào B. Tính đến tháng 9 năm 2009, nó đang trải qua giai đoạn thử nghiệm lâm sàng giai đoạn III. Thuốc là một kháng thể chimeric từ Macaca irus và Homo sapiens.